# Nordmakedoniens flagga
Nordmakedoniens flagga består av en gul sol på ett rött fält, med åtta solstrålar i olika riktningar mot flaggans kanter. Flaggan antogs den 5 oktober 1995 och har proportionerna 1:2. Solens förebild är den så kallade Verginasolen som på flaggan är förändrad.

## Symbolik
Solen ska föreställa "frihetens nya sol", som återfinns i Nordmakedoniens nationalsång: Denes nad Makedonija.
Idag i Makedonien, föds
frihetens nya sol
Makedonierna kämpar
för sina rättigheter!

## Färger
| System      | Röd     | Gul       |
| ----------- | ------- | --------- |
| RGB         | 210-0-0 | 255-230-0 |
| Hexadecimal | #D20000 | #FFE600   |

## Historik
Efter självständigheten från Jugoslavien infördes 1992 en flagga med en gul stjärna med 16 strålar i mitten, en så kallad  Verginasol. Symbolen förekommer ofta på hellenistiska sköldar och mynt, och påträffades vid utgrävningar 1977 i vad som antagits vara Filip II:s gravplats. Filip II skapade det antika Makedonien, som på grekisk sida ses som föregångaren till den moderna grekiska statsbildningen. Stjärnan har därför i Grekland ansetts som en symbol för sambanden mellan det antika Makedonien och dagens Grekland. Den nya flaggan var en av faktorerna bakom den konflikt som ledde till att ett grekiskt embargo mot Makedonien deklarerades 1993. Embargot hävdes i samband med en överenskommelse mellan Makedonien och Grekland i september 1995, och den 5 oktober 1995 fattade den makedonska regeringen beslut om att ändra flaggans utformning.

### Tidigare flaggor
Under perioden som Jugoslavisk delrepublik mellan 1945 och 1991 användes en röd flagga med en femuddig stjärna guld. Alla övriga delrepubliker använde flaggor med de panslaviska färgerna rött, vitt och blått.

Makedoniens flagga mellan 1992 och 1995
Socialistiska Republiken Makedoniens flagga mellan 1946 och 1992
Folkrepubliken Makedoniens flagga som del av Jugoslavien mellan 1944 och 1946
Ilindenupprorets och Kruševorepublikens flagga 1903